# Hannah Whelan
Hannah Kate Whelan (Singapur, 1 de julio de 1992) es una deportista británica que compitió en gimnasia artística.
Ganó tres medallas en el Campeonato Europeo de Gimnasia Artística, en los años 2012 y 2014.
Participó en dos Juegos Olímpicos de Verano, en los años 2008 y 2012, ocupando el sexto lugar en Londres 2012, en la prueba por equipos.

## Palmarés internacional
| Campeonato Europeo | Campeonato Europeo | Campeonato Europeo | Campeonato Europeo   |
| Año                | Lugar              | Medalla            | Prueba               |
| ------------------ | ------------------ | ------------------ | -------------------- |
| 2012               | Bruselas (Bélgica) | Medalla de bronce  | Suelo                |
| 2012               | Bruselas (Bélgica) | Medalla de bronce  | Barra                |
| 2014               | Sofía (Bulgaria)   | Medalla de plata   | Concurso por equipos |